# 拉美西斯七世
拉美西斯七世（Ramesses VII）為古埃及第二十王朝的第六位法老。他的在位期约前1130年至前1127年，他是拉美西斯六世的兒子。亦有一說法指他的治期约前1138年至前1131年。
拉美西斯七世在位期間，埃及通貨膨脹嚴重，穀類價格比以往攀升了三倍。
拉美西斯七世死後葬於帝王谷KV1，但其木乃伊卻下落不明。

## 資料來源
1. ↑  .   [2008-12-01]. （原始内容存档于2017-09-22）.
2. ↑  大英百科線上（台灣）[永久]

## 外部連結
- Ramses VII - Find A Grave Memorial （页面存档备份，存于）